# Зарваниця (часопис)
Зарвани́ця — часопис для прочан, виходив раз на рік у 1933⁣—⁣1936 роках. Редакція була у Підгайцях. Видання ілюстроване у м'якій кольоровій обкладинці.
Друкував розповіді паломників, у тому числі про зцілення хворих і калік, повідомлення про реставраційні роботи, списки жертводавців, подавав молитви, оповідання, вірші та пісні.

## Власність
Видавець — 3арваницький греко-католицький парохіяльний уряд. Редактор — о. Ярослав Княгиницький. Світлини виконав — Євген Ткачук. Виходив у друкарні Р. Вайнлєса в Підгайцях, також там знаходилась редакція і адміністрація часопису.

## Вміст
Часопис «з усякими вказівками і порученнями» для прочан «Зарваниця» виходив лише один раз на рік, у час відпусту. Основною метою видання є збір коштів на новий престол для Зарваницької Богоматері, а також для впорядкування відпустового місця задля залучення паломників до Зарваниці.  
Перший номер з'явився у 1933 році — у рік святкування ювілею Страстей Христових, одна з публікацій була присвячена відзначенню в Галичині цієї величної події — святу «Українська молодь — Христові» («Що за ювілей є цего року?»). Першу сторінку відкриває фото ікони Божої Матері Зарваницької, на звороті обкладинки вміщено список жертводавців. Також у кожному числі редакція вміщувала не тільки списки жертводавців, а й інформацію про хід будівництва. Так, у другому числі часопису три сторінки було присвячено розповідям про реконструкцію відпустового місця, спорудження нового престолу, обладнання подвір'я для відпочинку прочан. Довкола відпустового місця було споруджено мур: хто жертвував 10 злотих на будівництво одного метра муру — його ім'я вписувалося у лист «ктиторів і благодателів». До цієї статті інформаційного характеру було додане фото відбудованого престолу у Зарваниці.

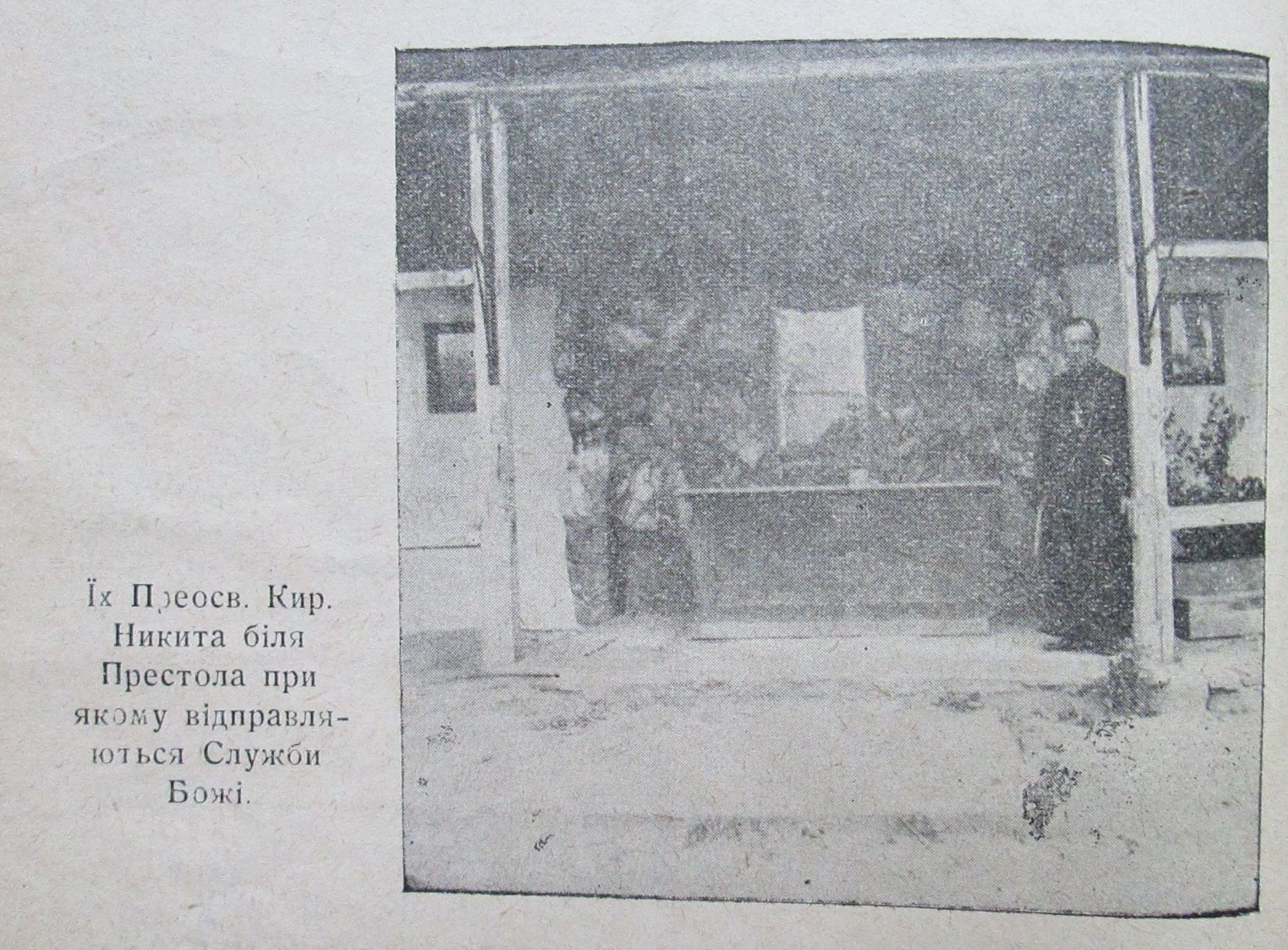
Світлина єпископа Никити Будки на сторінках часопису

Кожне число часопису відкривалося світлинами ікони Божої Матері Зарваницької, містило художні твори та численні вірші, що її прославляли. Серед них — пісні й вірші Ростислава Богородченка («На славу Марії»), Євгена Мацелюха («Зарваницькій Матері Божій»), Славка Заліщицького («Зарваницька Богоматір» і «Сила Молитви»), Йосипа Кашакевича («Ми тебе любим»), І. П. Сендецького («О славо світла»), Василя Щурата («Степан Рисан!» присвячена іконі Розп'яття в Зарваниці) та інші.  
Основну ж частину часопису складала «хроніка» чудесних подій: навернень до Бога, зцілення калік та невиліковно хворих. Так, коли у першому числі рубрика «Подяки за одержані ласки» становила лише кілька абзаців і була вміщена на останній (16 сторінці), то у наступних двох числах аналогічних рубрик було значно більше, іноді вони становили майже половину обсягу часопису. Так, в ч. 3-й за 1935 рік «Хроніка зцілень» містилась аж на семи сторінках часопису.  
У часописі було опубліковано також промову єпископа Никити Будки «Дорогі Браття і Сестри, Зарваницькі Прочани!» та передрук «Промови до Паломників», виголошеної о. Ігнатієм Цегельським у Зарваниці 1928 року. З нагоди 70-ліття митрополита Андрея Шептицького редакція подала окремий ювілейний матеріал (1935 року). 
На четвертому році видання у замітці «Від редакції» зазначалось, що зарваницькі прочани «масово читають часопис Зарваниця» і «заходить потреба видання чергового числа», однак про подальше видання часопису відомостей віднайти не вдалося.